# Glossaire du retrait du Royaume-Uni de l'Union européenne
À la suite du référendum du 23 juin 2016, de nombreuses nouvelles pièces du jargon lié au Brexit sont devenues populaires. Ci-après, les définitions les plus utilisées dans le cadre du Brexit :
- accord de transition : l’article 50 porte uniquement sur la procédure de divorce. Les futures relations commerciales ou judiciaires de Londres avec l’UE feront l’objet d’autres négociations qui pourraient prendre de longues années. D’où l’idée d’un accord de transition. Theresa May a dit souhaiter que le processus de sortie se fasse « par étapes », tout en excluant « un statut transitoire sans limites » dans le temps. Bruxelles a toutefois prévenu qu’il était « difficile d’imaginer une période transitoire » avant de définir précisément les termes de la future relation avec l’UE ;
- accord du Vendredi saint : en anglais, Good Friday Agreement, en irlandais, Comhaontú Aoine an Chéasta. Cet accord signé le 10 avril 1998 entre le Royaume-Uni et la république d'Irlande, ainsi qu'avec les principales forces politiques nord-irlandaises a mis fin à trente années de trouble en Irlande du Nord. Le gouvernement du Royaume-Uni réitère son engagement dans cet accord en 2017. Néanmoins, la sortie de l'Irlande du Nord de l'Union européenne présente le risque de recréer une frontière physique entre l'Irlande et le Royaume-Uni, en cas d'absence d'accord de libre échange ;
- Article 50 : l’article 50, qui prévoit la possibilité de quitter l’UE, fait partie d’un traité élaboré en 2002 et 2003 pour doter l’UE d’un cadre légal lui permettant de s’élargir à l’Europe de l'Est : le traité de Lisbonne. L’inclusion d’une « clause de sortie » était ardemment défendue par les conservateurs britanniques lors de la dernière session de négociations tenue en juillet 2003. Celle-ci s’était achevée avec un article 50 sans retouche ;
- Brexit : contraction de deux mots, « British » et « Exit », Brexit signifie le retrait du Royaume-Uni de l’UE. L’étymologie de ce mot remonte à l’apparition en 2012 de « Grexit » inventé par deux économistes du géant financier américain Citigroup pour définir le risque d’exclusion de la zone euro de la Grèce. Le mot de Brexit apparaît quelques mois plus tard sous la plume du président de British Influence (en), un centre de réflexion pro-UE ;
- Brexit aveugle : en anglais : Blind Brexit. Inventé en septembre 2018 pour décrire un scénario dans lequel le Royaume-Uni quitterait l'UE sans clarifier les termes d'un futur accord commercial[1] ;
- Brexiteer/Brexiter : les personnes qui soutiennent le Brexit sont parfois appelées par les médias anglophones Brexiteers[2] ou Brexiters[3] ;
- coût du divorce : en anglais : Divorce bill. Le Royaume-Uni doit normalement contribuer aux engagements financiers approuvés tant qu'il est toujours membre de l'UE. Au cours de la première phase des négociations, le montant total est désigné sous le nom de « règlement financier unique » ou simplement « règlement ». Les médias nomment cela un « projet de loi de sortie » ou un « projet de loi sur le divorce », tandis que l'UE parle de « régler les comptes » ;
- DexEU : pour Department for exiting the European Union. C’est le ministère chargé des négociations du Brexit. Créé en juillet 2016, il a dû recruter en urgence des centaines de personnes. À sa tête se trouvait le secrétaire d'État à la Sortie de l'Union européenne David Davis, qui a fait campagne pour le Brexit. Mais le dossier est piloté au premier chef par la Première ministre Theresa May après la démission de Davis du gouvernement May (2) ;
- falaise : le député conservateur Neil Carmichael déclare en février 2017 que « nous pourrions être confrontés à la perspective d’une sortie brutale de l’Union européenne, en tombant de la falaise comme certains l’ont décrit en évoquant l’absence d’accord, ce qui aurait des conséquences économiques potentiellement désastreuses », dans une tribune publiée par The Mail on Sunday. Boris Johnson, alors ministre des Affaires étrangères, estime pour sa part que ce « saut du haut d’une falaise », ne causerait pas de tort au pays. Theresa May répète régulièrement d’ailleurs que « pas d’accord serait mieux qu’un mauvais accord »[4] ;
- filet de sécurité : en anglais : Backstop. Il maintient l'ensemble du Royaume-Uni dans une union douanière avec l'UE jusqu'à la conclusion d'un traité de libre-échange entre le Royaume-Uni et l'UE, qui doit contenir une solution définitive pour éviter une frontière intérieure à l'Irlande. Un alignement réglementaire plus poussé est prévu pour l'Irlande du Nord si aucun accord sur la future relation entre Bruxelles et Londres n'est conclu à l'issue de la période de transition post-Brexit de 21 mois prévue le 29 mars 2019 ;
- hard Brexit, soft Brexit : mi-janvier 2017, Theresa May annonce que le Royaume-Uni va s’engager dans un Hard Brexit (« Brexit dur »), soit la sortie pure et simple du marché unique. Cela permettrait à son pays de regagner le contrôle de sa politique d’immigration. Ce qui en retour signifierait le retour des barrières tarifaires même si elle plaide pour un futur accord commercial « audacieux et ambitieux » avec l'UE. Le « soft Brexit » signifie le maintien dans le marché unique ;
- marché unique : également appelé marché intérieur, le marché unique européen permet aux personnes, aux biens, aux services et aux capitaux de circuler librement dans l’ensemble des États membres de l’UE. Soit les fameuses « quatre libertés ». Le Brexit signifie la sortie du marché unique, a affirmé mardi 17 janvier 2017 la Première ministre britannique Theresa May, en défendant une rupture « claire et nette » avec l’Union européenne ;
- passeport européen : c’est un dispositif qui permet de vendre un produit financier dans l’ensemble de l’UE après l’approbation d’un seul des régulateurs nationaux. Sa perte pourrait pousser certains groupes à déménager ou relocaliser une partie de leurs activités londoniennes sur le continent ; Au Royaume-Uni, la perte du passeport européen inquiète notamment le secteur financier. La City, principale place financière mondiale, est fortement interconnectée avec les places boursières européennes. Elle perdrait sa position privilégiée en cas de suppression de la libre circulation des capitaux avec l'UE (en cas de hard Brexit), ce qui fragiliserait considérablement sa compétitivité.
- plan de Chequers : livre blanc publié en juillet 2018 par le gouvernement britannique. Il expose le type de relations que le Royaume-Uni cherche à avoir avec l'UE après le Brexit ;
- Remainer : les personnes qui sont en faveur du maintien du Royaume-Uni dans l’UE sont parfois désignées par le terme Remainers[5] ;
- Union douanière européenne : l’Union douanière européenne est la principale union douanière dans le monde. Elle est constituée de tous les États membres de l’UE — 28 avant le Brexit, 27 après — auxquels s’ajoutent la Turquie, Andorre, Monaco et Saint-Marin et en phase de transition le Royaume-Uni. Ses membres ont non seulement aboli les droits de douane et les restrictions au commerce entre eux, mais également adopté une politique commerciale commune vis-à-vis des pays tiers et des droits de douane communs. Le Royaume-Uni bénéficie d'une période de transition définie par le withdrawal agreement.